# Els defensors de Sant Pere
Els defensors de Sant Pere (en italià: Avvocati di San Pietro, el francès: Advocats de Saint-Pierre) eren un cos de juristes, el principal objectiu era declarat la defensa de la Santa Seu en els drets i privilegis, tant en espirituals com en l'àmbit del poder temporal.

## Història
Els estatuts van ser confirmats pel Papa Lleó XIII, el 5 de juliol de 1878.
És obligat als seus membres a refutar les calúmnies dels enemics de l'Església catòlica, ja sigui derivat de les distorsions de la història, la jurisprudència o dogma, però sobretot dediquen els seus coneixements jurídics a la defensa dels drets de l'Església davant els tribunals civils. La societat es va formar el 1877, amb motiu de les Noces d'Or Episcopals del Papa Pius IX, i Cajetan Agnelli dei Malherbi, de Roma, es va convertir en el seu primer president. Els membres ordinaris eren juristes, però la societat en general també pot ser inscrita com a membres honoraris eclesiàstics o laics distingits que han defensat els interessos de l'Església al llarg de les línies d'aquesta organització.
El Papa Pius IX va aprovar calorosament l'empresa i va demanar una àmplia extensió per la societat. La societat s'ha estès ràpidament en el món catòlic, i les seves branques es troben en molts països. Les escoles dels Advocats de Sant Pere sumen diversos centenars de membres, a Itàlia, Anglaterra, Àustria, França, Espanya, Alemanya, Canadà i Amèrica del Sud. Tots els cossos estaven afiliats al directori de Roma.
El cos va ser transformat posteriorment en un orde de cavalleria.